# Ecuador en los Juegos Olímpicos de Londres 2012
Ecuador estuvo representado en los Juegos Olímpicos de Londres 2012 por un total de 36 deportistas, 23 hombres y 13 mujeres, que compitieron en 11 deportes.
El portador de la bandera en la ceremonia de apertura fue el piragüista César de Cesare. El equipo olímpico ecuatoriano no obtuvo ninguna medalla en estos Juegos.